# Tyler Lacy
Tyler Lacy (Garland, Texas; 10 de noviembre de 1999) es un jugador profesional estadounidense de fútbol americano, se desempeña en la posición de defensive end en Jacksonville Jaguars, en la National Football League (NFL).

## Carrera
Hizo su debut profesional con el equipo Jacksonville Jaguars, lleva jugando una temporada, comenzó en el 2023.